# Moscop
|  | Per a altres significats, vegeu «Moschops (sèrie de televisió)». |

Els moscops (Moschops) són un gènere extint de teràpsids que visqueren durant el Permià, fa uns 265 milions d'anys. Se n'han trobat restes fòssils a la regió de Karoo, a Sud-àfrica.